# Balonul de Aur, ediția 2007

Balonul de Aur, ediția 2007 acordat celui mai bun fotbalist din lume de un juriu format din  jurnaliști sportivi a fost câștigat de Kaká. Acesta a fost primul an când jucători din afara federației UEFA au fost eligibili pentru nominalizare, această schimbare, de asemenea, duce la o creștere a numărului de votanți deoarece include jurnaliști din afara țărilor UEFA.
Kaká a fost al treilea brazilian care a câștigat premiul după Ronaldo (1997, 2002), Rivaldo (1999), și Ronaldinho (2005). A fost al șaselea jucător al lui AC Milan care a câștigat trofeul după Gianni Rivera (1969), Ruud Gullit (1987), Marco van Basten (1988, 1989, 1992), George Weah (1995) și Andriy Shevchenko (2004).

## Rankings
| Locul | Jucător             | Naționalitate    | Club                              | Puncte |
| ----- | ------------------- | ---------------- | --------------------------------- | ------ |
| 1     | Kaká                | Brazilia         | Milan                             | 444    |
| 2     | Cristiano Ronaldo   | Portugalia       | Manchester United                 | 277    |
| 3     | Lionel Messi        | Argentina        | Barcelona                         | 255    |
| 4     | Didier Drogba       | Coasta de Fildeș | Chelsea                           | 108    |
| 5     | Andrea Pirlo        | Italia           | Milan                             | 41     |
| 6     | Ruud van Nistelrooy | Olanda           | Real Madrid                       | 39     |
| 7     | Zlatan Ibrahimović  | Suedia           | Internazionale                    | 31     |
| 8     | Cesc Fàbregas       | Spania           | Arsenal                           | 27     |
| 9     | Robinho             | Brazilia         | Real Madrid                       | 24     |
| 10    | Francesco Totti     | Italia           | Roma                              | 20     |
| 11    | Frédéric Kanouté    | Mali             | Sevilla                           | 19     |
| 12    | Ronaldinho          | Brazilia         | Barcelona                         | 18     |
| 13    | Steven Gerrard      | Anglia           | Liverpool                         | 17     |
| 14    | Juan Román Riquelme | Argentina        | Villarreal Boca Juniors           | 15     |
| 15    | Dani Alves          | Brazilia         | Sevilla                           | 14     |
| 16    | Filippo Inzaghi     | Italia           | A.C. Milan                        | 12     |
| 17    | Franck Ribéry       | Franța           | Marseille Bayern München          | 10     |
| 18    | Paolo Maldini       | Italia           | Milan                             | 8      |
| 19    | Gianluigi Buffon    | Italia           | Juventus                          | 7      |
| 19    | Petr Čech           | Cehia            | Chelsea                           | 7      |
| 19    | Gennaro Gattuso     | Italia           | Milan                             | 7      |
| 19    | Thierry Henry       | Franța           | Arsenal Barcelona                 | 7      |
| 19    | Clarence Seedorf    | Olanda           | Milan                             | 7      |
| 24    | Fabio Cannavaro     | Italia           | Real Madrid                       | 5      |
| 24    | Michael Essien      | Ghana            | Chelsea                           | 5      |
| 26    | Wayne Rooney        | Anglia           | Manchester United                 | 4      |
| 27    | Iker Casillas       | Spania           | Real Madrid                       | 3      |
| 27    | Rogério Ceni        | Brazilia         | São Paulo                         | 3      |
| 29    | Younis Mahmoud      | Irak             | Al-Gharafa                        | 2      |
| 30    | Dimitar Berbatov    | Bulgaria         | Tottenham Hotspur                 | 1      |
| 30    | Samuel Eto'o        | Camerun          | Barcelona                         | 1      |
| 30    | Ryan Giggs          | Țara Galilor     | Manchester United                 | 1      |
| 30    | Carlos Tévez        | Argentina        | West Ham United Manchester United | 1      |
| 30    | Robin van Persie    | Olanda           | Arsenal                           | 1      |

Au mai fost nominalizați 15 jucători, dar nu au primit nici un vot: Éric Abidal (Lyon, Barcelona), David Beckham (Real Madrid, Los Angeles Galaxy), Deco (Barcelona), Mahamadou Diarra (Real Madrid), Diego (Werder Bremen), Miroslav Klose (Werder Bremen, Bayern München), Florent Malouda (Lyon, Chelsea), Shunsuke Nakamura (Celtic), Ricardo Quaresma (Porto), Raúl (Real Madrid), Paul Scholes (Manchester United), Luca Toni (Fiorentina, Bayern München), Kolo Touré (Arsenal), Fernando Torres (Atlético Madrid, Liverpool) și David Villa (Valencia).